# Aschner Jakab
Aschner Jakab (Nyitra, 1882. november 7. – Budapest, XIV. kerület, 1971. október 16.) magyar vasdiplomás mérnök, labdarúgó, kapus, nemzeti játékvezető, sportvezető.

## Pályafutása

### Labdarúgóként
Az 1902-es NB I-es bajnokságban a MÚE játékosaként az 5. helyen végeztek. Az 1905-ös NB I-es bajnokságban a Műegyetemi Athletikai és Football Club (MFC) játékosaként a 7. helyen, az 1905-ös NB I-es bajnokságban a 9. helyen végeztek. A Magyar labdarúgó-válogatott MÚE egyesület kapusa. Játszott az UTE csapatában.
| Időpont           | Helyszín                        | Mérkőzés típusa | Mérkőzés                             | Játékvezető     | Eredmény |
| ----------------- | ------------------------------- | --------------- | ------------------------------------ | --------------- | -------- |
| 1901. április 13. | Millenáris Sportpálya, Budapest | felkészülési    | Magyarország (MLSZ)–Surrey Wanderers | Gillemot Ferenc | 1 – 5    |

### Játékvezetőként
Játékvezetésből Budapesten a Bíró Bizottság előtt vizsgázott. Az MLSZ BB minősítésével NB II-es bíró. Küldési gyakorlat szerint rendszeres partbírói szolgálatot is végzett.1904–1908 között a  legjobb játékvezetők között tartják nyilván.
NB I-es mérkőzések száma: 2

### Sportvezetőként
Sportvezetőként az UTE jégsport szakosztály vezetője volt.

## Külső hivatkozások
- Aschner Jakab. hupont.hu. [2016. augusztus 14-i dátummal az eredetiből archiválva]. (Hozzáférés: 2016. május 11.)
- Aschner Jakab. 5mp.eu. (Hozzáférés: 2016. május 11.)
- Aschner Jakab. dea.lib.unideb.hu. (Hozzáférés: 2016. május 11.)
- Aschner Jakab. focibiro.hu (Hozzáférés: 2021. november 9.)